# Comodo
Comodo Group, Inc. es un grupo privado de empresas que provee de software y certificados digitales SSL fundada en 1998, con sede en Clifton, Nueva Jersey, Estados Unidos. Tiene también sedes en Reino Unido, Ucrania, Rumanía, China, India, Turquía y Salt Lake City, Utah.

## Historia
La compañía fue fundada el año 1998 en Reino Unido, por Melih Abdulhayoğlu, Ejecutivo Jefe de Komodo, un empresario tecnólogo. Comodo fue relocalizado en Estados Unidos en 2004. Su línea de productos está enfocada principalmente en computadores y seguridad informática. La firma maneja un Certificado de Autoridad que expide certificados SSL, ofrece packs de seguridad informática que incluye protección antivirus y cortafuegos. La compañía también ayudo configurando estándares  para  IETF  (Fuerza Especial de Ingeniería de Internet)